# 寺下岩蔵
寺下 岩蔵（寺下 岩藏、てらした いわぞう、1906年（明治39年）3月15日 - 1980年（昭和55年）4月19日）は、日本の政治家。参議院議員（2期、自由民主党）。

## 経歴
現在の青森県八戸市出身。八戸尋常小学校（現在の八戸市立八戸小学校）卒。卒業後は左官屋の手伝い、土木労務者、とび職など職業を転々とした後、寺下組を創設し、のち寺下建設工業に改称した。八戸市議、青森県議を5期務め、県議会議長となる。1962年7月、日本赤十字社青森県支部事業資金として10万円を寄付により1963年2月27日、紺綬褒章受章（飾版）。1971年7月、八戸市緑化推進事業費として100万円寄付により同年12月18日に紺綬褒章受章（飾版）。またこの他にもう一つ、紺綬褒章受章。1973年、津島文治死去に伴う参議院青森補選において自民党公認で立候補して当選。2期務める。1977年の参院選で再選。
三木内閣北海道開発政務次官のほか、東北電力監査役、自民党青森県連幹事長、同副会長、青森県建設業協会顧問、青森県体育協会理事、青森県アマチュアボクシング連盟会長なども歴任した。
2期目途中の1980年4月19日、急性心筋梗塞のため東京都港区の東京慈恵会医科大学附属病院で死去した。74歳没。同月22日、特旨を以て位記を追賜され、死没日付をもって正五位勲三等にに叙され、旭日中綬章を追贈された。哀悼演説は同年5月9日、参議院本会議で志苫裕により行われた。
寺下の死去に伴う欠員補充の補欠選挙は同年6月1日に執行され、後継候補となった前青森県議の松尾官平が当選し、議席を継承している。